# Skopjes internationella flygplats
Skopjes internationella flygplats (makedonska: Аеродром Скопје, Aerodrom Skopje, albanska: Aeroporti Ndërkombëtar i Shkupit) är en flygplats i Nordmakedonien. Den ligger i den centrala delen av landet, 16 km öster om huvudstaden Skopje. IATA-koden är SKP. 

## Namn
Flygplatsen kallades mellan år 2011 och 2018 efter den forntida kungen Alexander den store. Detta namn togs bort under början av 2018 för att mildra de diplomatiska relationerna till grannlandet Grekland.

## Destinationer
| Flygbolag                               | Destinationer |
| --------------------------------------- | --- |
| Adria Airways                           | Ljubljana |
| Air Serbia                              | Belgrad |
| Alitalia operated by Alitalia CityLiner | Rom–Fiumicino |
| Austrian Airlines                       | Wien |
| Borajet                                 | Charter: Antalya |
| Corendon Airlines                       | Charter: Antalya |
| Croatia Airlines                        | Zagreb |
| Czech Airlines                          | Prag |
| Edelweiss Air                           | Zürich |
| Flydubai                                | Dubai |
| Germania                                | Charter: Düsseldorf |
| Germania Flug                           | Charter: Zürich |
| Helvetic Airways                        | Zürich |
| Pegasus Airlines                        | Istanbul–Sabiha Gökçen Charter: Antalya |
| SunExpress                              | Charter: Antalya |
| Swiss International Air Lines           | Genève |
| Turkish Airlines                        | Istanbul–Atatürk |
| Wizz Air                                | Barcelona, Basel/Mulhouse, Beauvais, Bergamo, Berlin-Schönefeld, Bratislava, Charleroi, Dortmund, Eindhoven, Friedrichshafen, Göteborg, Hahn, Hamburg, Köln/Bonn, Köpenhamn, London–Luton, Malmö, Memmingen, Nürnberg, Sandefjord, Stockholm–Skavsta, Treviso |